# Jude Bellingham
Jude Victor William Bellingham (* 29. června 2003 Stourbridge) je anglický profesionální fotbalista, který hraje na pozici záložníka za španělský klub Real Madrid a za anglický národní tým.
Bellingham se připojil k akademii Birminghamu City ve věku 8 let. Stal se vůbec nejmladším hráčem A-týmu v klubu, když v srpnu 2019 debutoval ve věku 16 let a 38 dní, a pravidelně nastupoval v průběhu sezóny 2019/20. V červenci 2020 přestoupil do Borussie Dortmund, kde ve svém prvním soutěžním zápase se stal historicky nejmladším klubovým střelcem. V roce 2023 vyhrál ocenění Golden Boy a také Kopa Trophy pro nejlepšího mladého hráče na světě. V létě roku 2023 přestoupil do klubu Real Madrid.
Reprezentoval Anglii na úrovních do 15 let, do 16 let, do 17 let a do 21 let. V seniorské reprezentaci debutoval v listopadu 2020. Bellingham reprezentoval Anglii na EURO 2020 a na mistrovství světa ve fotbale 2022.

## Klubová kariéra

### Birmingham City
Bellingham se připojil k akademii Birminghamu City ve věku 8 let. V týmu do 18 let debutoval ve svých 14 letech, a debutoval v týmu do 23 let debutoval 15. října 2018, ve věku 15 let, v utkání proti Nottingham Forest U23. Do zápasu nastoupil po hodině hry a v 87. minutě vstřelil jediný gól tohoto mače. Objevil se v seznamu fotbalového magazínu FourFourTwo mezi „50 nejnadanějšími teenagery v anglickém fotbalu“.
Dne 6. srpna 2019 se Bellingham stal historicky nejmladším hráčem A-týmu Birminghamu City ve věku 16 let, 38 dní, čímž překonal rekord Trevora Francise v roce 1970. Odehrál 80 minut při porážce 3:0 v EFL Cupu proti Portsmouthu. Svůj ligový debut si odbyl o 19 dní později při porážce 3:0 proti Swansea City. Svůj první domácí zápas odehrál 31. srpna proti Stoke City. V utkání vstřelil vítězný gól, a stal se tak nejmladším střelcem klubu ve věku 16 let a 63 dnů. V listopadu 2019 byl zvolen Nejlepším mladým hráčem měsíce v ligové soutěži.
V lednu 2020 byl spojen s přestupy do mnoha evropských velkoklubů; v den uzávěrky přestupového okna Birmingham odmítl nabídku Manchesteru United ve výši 20 milionů liber. Bellingham se zabydlel v základní sestavě, a v době, kdy byla sezóna pozastavena kvůli pandemii covidu-19, měl na svém kontě 32 ligových utkání. Jakmile se sezóna znovu rozběhla na uzavřených stadionech, zůstal nedílnou součástí A-týmu. V sezóně vstřelil čtyři góly v 44 utkáních ve všech soutěžích a pomohl Birminghamu vyhnout se sestupu. Jako poděkování za to, čeho v klubu Bellingham dosáhl za tak krátkou dobu, Birmingham oznámil, že vyřadí jeho číslo dresu, tedy 22. Na konci sezóny byl jmenován nejlepším mladým hráčem sezóny v EFL Championship.

### Borussia Dortmund
Dne 20. července 2020 byl potvrzen Bellinghamův přestup do německé Borussie Dortmund za částku 25 milionů liber - čímž se stal nejdražším 17letý hráčem v historii.

#### Sezóna 2020/21
Bellingham debutoval v klubu 14. září 2020 v základní jedenáctce prvního utkání sezóny 2020/21 proti MSV Duisburg v třetím kole DFB-Pokalu ve věku 17 let, 77 dní. Po půl hodině hry vstřelil gól při výhře 5:0 a stal se nejen nejmladším střelcem klubu v DFB-Pokalu, když o 6 dny překonal rekord Giovanniho Reyny, ale také se stal klubovým nejmladším střelcem v jakékoli soutěži, když prolomil rekord Nuriho Şahina o pět dní. O pět dní později debutoval v Bundeslize, při výhře 3:0 nad Borussií Mönchengladbach asistoval na gól Reyny, a byl jmenován Nováčkem soutěže za měsíc září. 20. října nastoupil do zápasu ve skupinové fáze Ligy mistrů UEFA proti Laziu ve věku 17 let a 113 dní, stal se tak nejmladším Angličanem, který se objevil v základní sestavě této soutěže, čímž překonal rekord Phila Fodena.
V odvetném zápase osmifinále Ligy mistrů proti Manchesteru City vstřelil svůj první gól v milionářské soutěži, nicméně Dortmund nepostoupil do dalšího kola. Bellingham nastoupil za Dortmund při vítězství 4:1 nad Lipskem ve finále DFB-Pokalu. Sezonu zakončil s 46 odehranými zápasy a čtyřmi góly ve všech soutěžích; získal také ocenění pro nejlepšího nováčka v německé nejvyšší soutěži. Bellingham se v roce 2021 umístil na druhém místě za Pedrim z Barcelony v soutěži Kopa Trophy, která se uděluje nejlepšímu hráči na světě do 21 let.

#### Sezóna 2021/22
Dne 15. září 2021 gólem a asistencí rozhodl o výhře 2:1 nad Beşiktaşem v prvním zápase základní skupiny Ligy mistrů. Bellingham dostal v prosinci 2021 pokutu 40 tisíc eur za kritiku rozhodčího Felixe Zwayera po prohře 2:3 s Bayernem Mnichov. V sezóně patřil Bellingham ke klíčovým hráčům německého mužstva, se kterým došel do šestnáctifinále Evropské ligy. Odehrál dohromady 44 soutěžních utkání, v nichž vstřelil 6 branek a přidal 14 asistencí.

#### Sezóna 2022/23
V podzimní části sezóny skóroval ve čtyřech po sobě jdoucích zápasech Ligy mistrů a pomohl Dortmundu do osmifinále milionářské soutěže. V listopadu 2022 se Bellingham dostal do hledáčků bohatších klubů a byl spojován s přestupem do evropských velkoklubů. V únoru Bellingham odmítl prodloužit smlouvu a jeho letní přestup se stal velmi pravděpodobný. V jarní části sezóny vedl Borussii několikrát jako kapitán. Dne 28. května 2023 se stal vítězem německé Bundesligy opět rivalský Bayern Mnichov; Borussia nedokázala udržet průběžné první místo, kdy v posledním kole uhrála s Mohučí jen remízu 2:2. Dohromady v sezóně 2022/23 odehrál 42 soutěžních utkání, ve kterých vstřelil 14 branek a 7 asistencí. Za své výkony dostal ocenění pro nejlepšího hráče sezony Bundesligy. V roce 2023 Bellingham získal Kopa Trophy pro nejlepšího hráče do 21 let na světě.

### Real Madrid

#### Sezóna 2023/24
Bellingham se v červnu 2023 stal oficiálně posilou Realu Madrid, kam přestoupil z Dortmundu za 103 milionů eur (2,45 miliardy korun). Ve španělské La Lize debutoval 12. srpna; v zápase s Athleticem Bilbao se gólem podílel na výhře 2:0. O týden později dvěma góly a asistencí rozhodl o výhře 3:1 na půdě Almeríe. Ve třetím kole vstřelil Bellingham jedinou branku utkání proti Celtě Vigo. Za své výkony byl Bellingham odměněn oceněním pro nejlepšího hráče La Ligy za měsíc srpen. Na Santiago Bernabéu odehrál Bellingham první utkání 2. září a gólem přispěl k výhře 2:1 nad Getafe. Bellingham se tak stal třetím hráčem po Cristianu Ronaldovi v sezóně 2009/10 a Pepillovi v sezóně 1959/60, který skóroval v každém ze svých prvních čtyř soutěžních zápasech za Real Madrid. O dva týdny později gólem v závěru rozhodl o výhře Realu 1:0 nad Unionem Berlín v prvním zápase skupinové fáze Ligy mistrů. Bellingham vstřelil v prvních deseti zápasech za madridský klub deset gólů, čímž vyrovnal rekord Cristiana Ronalda po jeho prvních deseti zápasech v roce 2009. 28. října Bellingham dvěma brankami zajistil Realu Madrid venkovní vítězství 2:1 v El Clásicu proti Barceloně. Stal se tak prvním hráčem v historii Realu Madrid, který skóroval při svém debutu v La Lize, Lize mistrů za i v El Clásicu. V listopadu 2023 získal ocenění Golden Boy pro nejlepšího hráče do 21 let, a to jako první hráč Realu Madrid v historii. Bellingham si 5. listopadu vykloubil levé rameno a na hřiště se vrátil až o tři týdny později v zápase proti Cádizu. 26. listopadu asistoval u prvního gólu a vstřelil třetí branku při výhře 3:0, která vynesla Real do čela tabulky. Na svém kontě tak měl po 15 soutěžních zápasech 14 branek, čímž překonal klubový rekord, který společně drželi Pruden, Alfredo Di Stéfano a Cristiano Ronaldo.

## Reprezentační kariéra
Bellingham obdržel první pozvánku do týmu do 21 let na zápasy kvalifikace na Euro proti Kosovu a Rakousku v září 2020. Stal se nejmladším hráčem, který se objevil v anglické reprezentaci do 21 let, když nahradil Toma Daviese v 62. minutě zápasu proti Kosovu 4. září, a skóroval v 85. minutě na konečných 6:0.
Dne 10. listopadu 2020 byl Bellingham poprvé povolán do seniorské reprezentace po zraněních Jamese Warda-Prowse a Trenta Alexandera-Arnolda. Debutoval v přátelském utkání proti Irsku ve Wembley 12. listopadu, kdy v 73. minutě vystřídal Masona Mounta. V 17 letech, 136 dnech se tak stal třetím nejmladším anglickým reprezentantem (jen Theo Walcott a Wayne Rooney toho dosáhli dříve).
Bellingham byl v červnu 2021 nominován do anglické reprezentace na Euro 2020. Když 13. června nastoupil jako náhradník v 82. minutě úvodního zápasu Anglie proti Chorvatsku (1:0) ve Wembley, bylo mu 17 let a 349 dní, a stal se nejmladším Angličanem, který hrál na jakémkoli velkém turnaji, a zároveň nejmladším hráčem jakékoli národnosti, který hrál na mistrovství Evropy. Na turnaji nastoupil do tří utkání z pozice náhradníka, ve finále proti Itálii (prohra po penaltách) ale zůstal na lavičce.
Bellinghamův vstřelil svůj první reprezentační gól na Mistrovství světa 2022, a to při úvodním zápase proti Íránu (výhra 6:2), kdy se z něj stal druhý nejmladší střelec Anglie na mistrovství světa.

## Statistiky

### Klubové
K 20. březnu 2021
| Klub              | Sezóna       | Liga             | Liga   | Liga | Národní pohár | Národní pohár | Ligový pohár | Ligový pohár | Evropské poháry | Evropské poháry | Ostatní | Ostatní | Celkem | Celkem |
| Klub              | Sezóna       | Liga             | Zápasy | Góly | Zápasy        | Góly          | Zápasy       | Góly         | Zápasy          | Góly            | Zápasy  | Góly    | Zápasy | Góly   |
| ----------------- | ------------ | ---------------- | ------ | ---- | ------------- | ------------- | ------------ | ------------ | --------------- | --------------- | ------- | ------- | ------ | ------ |
| Birmingham City   | 2019/20      | EFL Championship | 41     | 4    | 2             | 0             | 1            | 0            | —               | —               | —       | —       | 44     | 4      |
| Borussia Dortmund | 2020/21      | Bundesliga       | 22     | 0    | 4             | 1             | —            | —            | 8               | 0               | 1       | 0       | 35     | 1      |
| Career total      | Career total | Career total     | 63     | 4    | 6             | 1             | 1            | 0            | 8               | 0               | 1       | 0       | 79     | 5      |

### Reprezentační
K 25. březnu 2021
| Anglie | Anglie | Anglie |
| Rok    | Zápasy | Góly   |
| ------ | ------ | ------ |
| 2020   | 1      | 0      |
| 2021   | 1      | 0      |
| Celkem | 2      | 0      |

## Ocenění

### Individuální
- Mladý hráč měsíce EFL Championship: Listopad 2019[8]
- Mladý hráč roku Birminghamu City: 2019/20[59]
- Mladý hráč roku EFL Championship: 2019/20[13]
- Nováček měsíce Bundesligy: Září 2020[19]